# Тариф
Тариф или Паломас (на испански: Isla de las Palomas) е неголям остров в Средиземно море близо до Гибралтарския пролив, намиращ се срещу град Тарифа.
По времето, когато арабите са владели и двата бряга на пролива, въз основа на специална таблица са събирали определени суми от търговците, минаващи през пролива, съобразно качеството и количеството на товара. Впоследствие таблицата за вземане на различните данъци, в т.ч. и митническите, започва да се използва и в други страни, а думата тарифа придобива всеобща известност.